# Епархия Аджмера
Епархия Аджмера (лат. Dioecesis Aimerensis) — епархия Римско-Католической церкви c центром в городе Аджмер, Индия. Епархия Аджмера входит в митрополию Агры. Кафедральным собором епархии Аджмера является собор Непорочного Зачатия Пресвятой Девы Марии.

## История
В июле 1890 года Святой Престол учредил миссию sui iuris Раджпутана, выделив её из архиепархии Агры.
В марте 1892 года миссия sui iuris Раджпутана была преобразована в апостольский викариат. 22 мая 1913 года Римский папа Пий X издал бреве Mandatum illud, которым преобразовал апостольский викариат Раджпутана в епархию Аджмера.
11 марта 1935 года епархия Аджмера передала часть своей территории в пользу возведения апостольской префектуре Индаура (сегодня — Епархия Индаура).
13 мая 1955 года епархия Аджпура была переименована в епархию Аджмера и Джайпура.
13 сентября 1963 года епархия Аджмера и Джайпура передала часть своей территории в пользу возведения архиепархии Бхопала.
В 1981 году в епархию вошёл округ Мандсаур, который ранее принадлежал епархии Индора.
3 декабря 1984 года епархия Аджмера и Джайпура передала часть территории в пользу возведения новой епархии Удайпура.
20 июля 2005 года Римский папа Бенедикт XVI выпустил буллу Evangelicum stadium, которой разделил епархию Аджмера и Джайпура на две епархии: епархию Джайпура и собственно епархию Аджмера.

## Ординарии епархии
- епископ Fortunat-Henri Caumont (22.05.1913 — 4.04.1930);
- епископ Mathurin-Pie Le Ruyet (8.06.1931 — 4.07.1938);
- епископ Guy-Léandre Le Floch (13.06.1939 — 9.08.1946);
- епископ Leo D’Mello (21.04.1949 — 15.11.1978);
- епископ Ignatius Menezes (15.11.1978 — 3.11.2012);
- епископ Pius Thomas D’Souza (3.11.2012 — по настоящее время).

## Источник
- Annuario Pontificio, Libreria Editrice Vaticana, Città del Vaticano, 2003, ISBN 88-209-7422-3
- Breve Mandatum illud, AAS 5 (1913), стр. 265-266  (лат.)
- Булла Evangelicum studium  (лат.)